# 유럽집박쥐
유럽집박쥐 또는 커먼집박쥐(Pipistrellus pipistrellus)는 애기박쥐과에 속하는 박쥐의 일종이다. 유럽과 북아프리카, 서남아시아의 대부분의 지역에 널리 분포하는 작은 집박쥐로 한국에서도 서식하는 것으로 추정하고 있다. 양박쥐라는 이름으로 불린다. 영국 제도에서 가장 흔하게 발견되는 박쥐의 하나이다. 1999년, 서로 다른 주파수를 사용하는 반향정위 신호를 기초로 커먼집박쥐를 별도의 두 종으로 분리했다. 커먼집박쥐는 45kHz를 사용하는 반면에, 소프라노집박쥐는 55kHz를 반향정위 신호로 사용한다. 2종이 분리된 이후, 겉모습과 서식지, 먹이 등 많은 차이들도 발견되었다.